# Seio pré-auricular
Seio pré-auricular (ou coloboma auris) é o nome que se dá a um pequeno orifício no topo da hélice da orelha de algumas poucas pessoas, geralmente com 1 a 1,5 mm de profundidade e que termina cega. Foi descrita pela primeira vez por Heusingerl e Virchow, no ano de 1864.
Assim como as covinhas, é considerada uma malformação congénita, e alguns cientistas acreditam que esse é um resíduo evolutivo, remanescente em evolução de brânquias de peixes. Apenas 0,1% da população dos EUA tem esse orifício, no Reino Unido a estatística é de 0,9% na África e Ásia varia de 4 a 10% das pessoas e na Coreia do Sul, esse número ultrapassa 5%. A ocorrência é maior em mulheres.Na Nigéria, a prevalência foi de 9,3% em Ilorin, centro-norte da Nigéria.

## Desenvolvimento
Se desenvolvem durante a sexta semana de gestação (quando o primeiro e o segundo arcos branquiais se formam) que ocorre espontaneamente ou como herança autossômica dominante. Pesquisadores chineses associaram a variante hereditária ao lócus gênico 8q11.1 - q13.3. Na maioria das vezes, o seio pré-auricular aparece unilateralmente, estando presente bilateralmente em 25–50% dos casos. A orelha direita é afetada com mais frequência, quando ocorre unilateralmente.

## Complicações
Ocasionalmente, um seio pré-auricular pode ser infectado. A maioria dos seios pré-auriculares é assintomático, a menos que infeccione com muita frequência. Os seios pré-auriculares podem ser excisados cirurgicamente, mas frequentemente apresentam alto risco de recorrência.